# 村上福之
村上 福之（むらかみ ふくゆき、1975年 - ）は日本の実業家、ブロガー。
株式会社クレイジーワークス代表だった。

## ソーシャル募金活動
東日本大震災の発生後、多くの企業が義捐金を集めていたが、その寄付金の送付先である組織に多くの間接費用がかかっていることに疑問を持ち、ネットで募金活動を行い、直接、被災した自治体に持参する活動を行った。2011年3月28日にチャリティーフォロー活動を開始し、計68名から34万円の寄付金が集まるが、寄付した人にフォロワー1000名をプレゼントすることがTwitterのユーザー規約に違反し、フォロワーが削除されたため、寄付した人に全額自腹で返金した。
2011年7月のタイ洪水（2011年）では406名から約280万円、2012年5月6日に発生した茨城県の竜巻では300名から約130万円、2013年11月のフィリピンの台風による災害では605名から約330万円を集め、大使館や自治体に直接持参し、寄付を行った。

## エピソード
村上の初著『ソーシャルもうええねん』の表紙は著者自身が佐藤秀峰にTwitterでお願いし、タダで描いてもらった。本の購入者特典として作った着うたの作曲は元JUDY AND MARYのTAKUYAに飲み代のみで提供してもらった。

村上が制作した電子書籍アプリ作成サービス「Androbook」は『ブラックジャックによろしく』が電子書籍アプリとして全巻掲載されたことで話題を呼んだ。同サービスは2012年2月8日にVOYAGE GROUPに譲渡された。

米国初のコンテンツを販売できるサービス「Gumroad（ガムロード）」を真似て作った「ameroad（飴ロード）」は2012年2月14日にサイト制作、2月17日にヤフーオークションに出品し、2月19日に即決価格の150万円で落札された。
2012年01月17日 に食べログのステルスマーケティングをテキストマイニングで判別できるサービス「ステログ」を開発し、その後、株式会社ゴーガに売却した。。

## 著書
『ソーシャルもうええねん』（ナナ・コーポレート・コミュニケーション, 装画 佐藤秀峰, 2012年10月, ISBN 4904899334）

## 制作したアプリ
- Androbook (2011年)
- ステログ (2012年)
- ameroad (2012年) - 本人曰く「Gumroadもどき」[9]
- BackGuy (2015年) - 中国での爆買いに着想を得たWEBサービス。商品の価格を日本での売価と中国での売価を比較できる。 [10]
- Japan Changer (2015年) - 全国の国会議員に意見が送れるWEBサービス。Webサイトのフォームに入力すると、一斉にFAXが送信される。 [11]